# Stana Katic
Stana Katic (Hamilton, Ontario, 26. travnja 1978.) kanadska je filmska i televizijska glumica hrvatskog podrijetla. Trenutačno nastupa kao Kate Beckett u TV seriji Castle.

## Životopis

### Rani život
Stana Katic rođena je u Hamiltonu, Ontario u Kanadi. Njezini roditelji su Srbi iz Hrvatske. Ima četiri brata i sestru. Obitelji se kasnije preselila u Auroru u Illinoisu. Nakon mature u West Aurora High School 1996., studirala je glumu u Chicago's Goodman School of Drama.
Uz engleski, govori srpski, hrvatski, francuski i talijanski jezik.

### Karijera
Stana je glumila Hanu Gitelman u seriji Heroji, Collette Stenger u 5. sezoni serije 24 i Jenny u filmu Feast of Love (s Morganom Freemanom). Također je glumila Morgenstern u filmu Franka Millera The Spirit i Corrine Veneau u filmu Zrno utjehe.
U kolovozu 2008., ABC je najavio snimanje tv serije Castle, sa Stanom Katic (detektivka Kate Beckett) i Nathanom Fillionom (Rick Castle) u glavnim ulogama.
Godine 2008. godine Stana Katic osnovala je svoju produkcijsku kuću Sine Timore Productions, što na latinskom znači "bez straha".

## Filmografija

### Film
| Godina | Naslov                                    | Uloga                | Napomene      |
| ------ | ----------------------------------------- | -------------------- | ------------- |
| 1999.  | Acid Freaks                               | Annie                | kratki film   |
| 2003.  | Shut-Eye                                  | Angela               | DTV           |
| 2005.  | Borba bez pravila                         | Marianne             |               |
| 2006.  | Dragon Dynasty                            | Ava                  | TV film       |
| 2007.  | Gozba ljubavi                             | Jenny                |               |
| 2008.  | Knjižničar III: Prokletstvo Judina kaleža | Simone Renoir        | TV film       |
| 2008.  | Osvetnica                                 | Raina                |               |
| 2008.  | Zrno utjehe                               | Corrine Veneau       |               |
| 2008.  | Duh                                       | Morgenstern          |               |
| 2010.  | Truth About Kerry                         | Emma                 |               |
| 2011.  | For Lovers Only                           | Sofia                |               |
| 2011.  | Dvostruka igra                            | Amber                |               |
| 2013.  | Big Sur                                   | Lenore Kandel        |               |
| 2013.  | Superman: Nesputan                        | Lois Lane            | posudila glas |
| 2013.  | CBGB                                      | Genya Ravan          |               |
| 2016.  | The Rendezvous                            | Rachel Rozman        |               |
| 2016.  | Sister Cities                             | Carolina Baxter Shaw | TV film       |
| 2017.  | Lost in Florence                          | Anna                 |               |
| 2018.  | Opsjednuta Hannah Grace                   | Lisa Roberts         |               |
| 2020.  | A Call to Spy                             | Vera Atkins          |               |

### Televizijske serije
| Godina        | Serija         | Sezona | Epizoda | Epizoda                            | Uloga                   |
| ------------- | -------------- | ------ | ------- | ---------------------------------- | ----------------------- |
| 2004.         | The Handler    | 1      | 12      | "Bleak House"                      | Mariella                |
| 2004.         | Alias          | 3      | 15      | "Façade"                           | Flight Attendant        |
| 2004.         | L.A. Dragnet   | 2      | 8       | "Retribution"                      | Miriam Nelson           |
| 2004.         | Na rubu zakona | 3      | 14, 15  | "All In" i "On Tilt"               | Ayla                    |
| 2004.         | JAG            | 10     | 5       | "This Just in from Baghdad"        | Lucienne Charmoli       |
| 2005.         | Završni udarac | 1      | 3       | "The Big Picture"                  | Nadia                   |
| 2005.         | Hitna služba   | 12     | 4, 5    | "Blame It on the Rain" i "Wake Up" | Blaire Collins          |
| 2006.         | 24             | 5      | 13–15   | Day 5: 7:00 – 10.00 p.m.           | Collette Stenger        |
| 2006.         | Braća i sestre | 1      | 1       | "Patriarchy"                       | Karen Wells             |
| 2006.         | Faceless       |        |         | (neprodani pilot)                  | Diana Palos             |
| 2007.         | Company Man    |        |         | (neprodani pilot)                  | Donna Baker             |
| 2007.         | Heroji         | 1      | 16, 20  | "Unexpected" i "Five Years Gone"   | Hana Gitelman           |
| 2007.         | CSI: Miami     | 6      | 5       | "Deep Freeze"                      | Rita Sullivan           |
| 2007.         | The Unit       | 3      | 9       | "Binary Explosion"                 | agentica Debra Lane     |
| 2008.         | Would Be Kings | 1      |         | (TV miniserija)                    | Julianna Martinelli     |
| 2009. – 2016. | Castle         | sve    | sve     | (glavna uloga)                     | detektivka Kate Beckett |
| 2012.         | Fletcher Drive | 1      | 1       | "The Intervention"                 | Greta                   |
| 2017.-        | Odsutnost      | sve    | sve     | (glavna uloga)                     | agentica Emily Byrne    |

## Vanjske poveznice
- Stana Katic u internetskoj bazi filmova IMDb-u (engl.)
- Službena stranica
- Facebook stranica
- Twitter profil
- Instagram profil
- YouTube stranica